# Wilhelmshavener Seebäderdienst
Als Wilhelmshavener Seebäderdienst bezeichnet man den Dienst der Reedereien, die den Personenverkehr mit Seebäderschiffen zwischen Wilhelmshaven und verschiedenen Zielen an der Nordsee durchführten. Der Schifffahrtsverkehr wurde ursprünglich als Helgoland-Verkehr zwischen Wilhelmshaven und der Insel Helgoland aufgenommen, später kamen zeitweise die ostfriesische Insel Wangerooge, Dangast und die Halbinsel Butjadingen als Ziele hinzu. Im Laufe der Zeit wurden die verschiedensten Reedereien mit der Aufgabe betraut. 2014 wurde der Dienst eingestellt.

## Geschichte bis zum Zweiten Weltkrieg
1870, und damit noch 20 Jahre vor der Abtretung Helgolands vom Vereinigten Königreich an das damalige Deutsche Reich, wurde der Schiffsverkehr von Wilhelmshaven zur Insel Helgoland aufgenommen.
Die Dampfschiffahrts-Gesellschaft „Hansa“ aus Bremen übernahm mit einem städtischen Zuschuss von rund 5000 Mark 1890 die Seebäderlinie, gab sie jedoch 1892 an die Bugsiergesellschaft „Union“ ab, die wiederum nur eine Saison lang ein Schiff von Wilhelmshaven aus einsetzte. Erst 1901 gab es von Wilhelmshaven wieder eine regelmäßige Seebäderverbindung nach Wangerooge, bei der gelegentliche Weiterfahrten nach Helgoland angeboten wurden. Betrieben wurde die Linie bis ins Jahr 1914 vom Norddeutschen Lloyd in Bremen.
1906 baute die Stadt Wilhelmshaven für 119.000 Mark den Bäderdampfer Dr. Ziegner-Gnüchtel. Das Schiff, das nach dem Wilhelmshavener Bürgermeister Hans Ziegner-Gnüchtel benannt wurde, sollte im Fährverkehr zwischen Wilhelmshaven und Butjadingen eingesetzt werden. Der Kapitän des Schiffes Rinje Brandis versuchte jedoch mit seinem verhältnismäßig kleinen Schiff auch Fahrten nach Helgoland durchzuführen. Diese legendären Helgoland-Sonderfahrten mit dem Dampfer Dr. Ziegner-Gnüchtel waren auch der Anlass dafür, dass nach dem Ersten Weltkrieg der Norddeutsche Lloyd, der 1922 die Fahrten wieder aufgenommen hatte, diese aufgab, weil die Stadt Wilhelmshaven auf die Sonderfahrten nach Helgoland und in See mit dem Dampfer nicht verzichten wollte.
Für die Sonderfahrten nach Helgoland charterte der Kaufmann Karl Welge 1924 die Wasserfahrzeuge Hunte und Geeste von der Marinewerft. Er gründete den Jade-Seebäderdienst und führte mit dem Raddampfer Jade den Verkehr zwischen Wilhelmshaven und Wangerooge durch. Die Fahrzeuge wurden auch im Fährdienst nach Dangast und Butjadingen eingesetzt. Für den Helgoland-Seebäderdienst wurde dann von der Firma Barmat und Kutisker aus Hamburg der Doppelschrauben-Salondampfer Helgoland gechartert. Das Schiff konnte fast 1.000 Personen befördern. Welge gründete hierfür zusammen mit dem Lichtspielhausbesitzer Hellwig die Helgoland GmbH. Sie bestand aber nur ein Jahr.
Ab 1927 erklärte sich der Norddeutsche Lloyd wieder bereit, Fahrten nach Helgoland durchzuführen. Der Beginn des Zweiten Weltkrieges bedeutete das vorläufige Ende des Seebäderdienstes vom damaligen Kriegshafen nach Helgoland.

## Geschichte nach dem Zweiten Weltkrieg

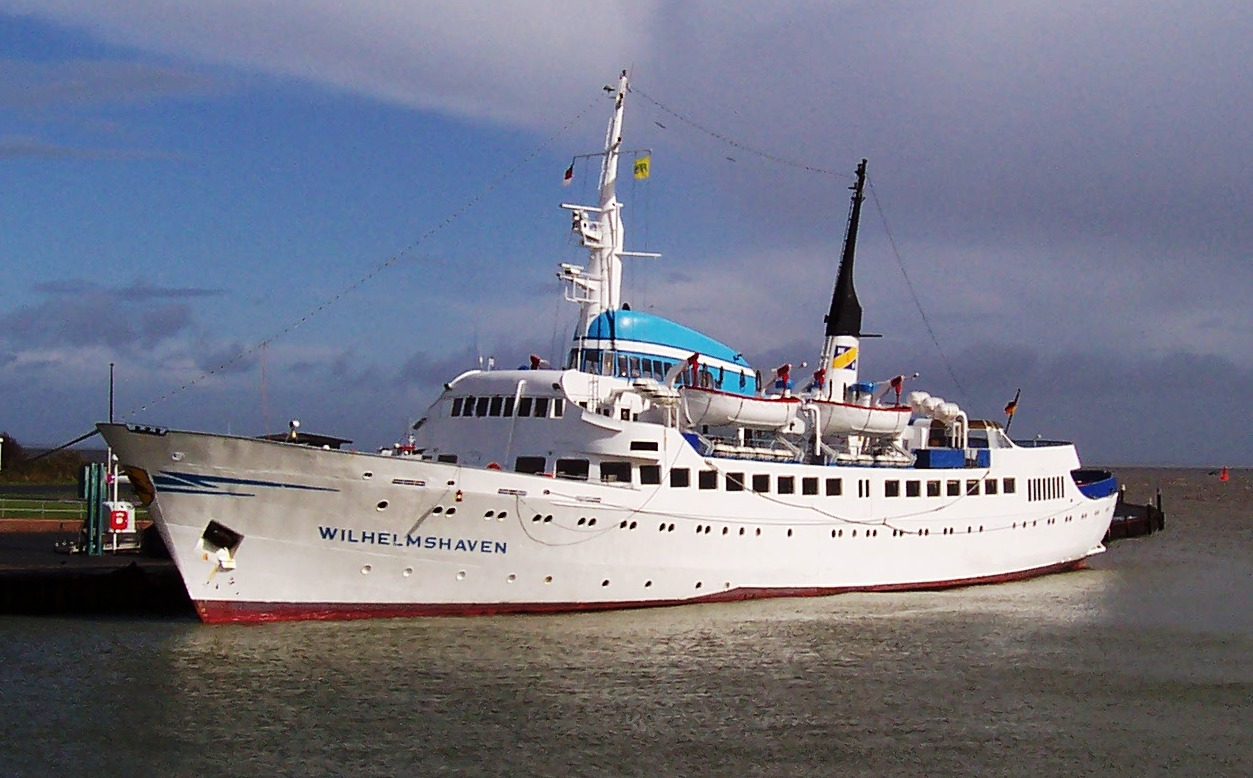
Wilhelmshaven (2004)

1948 erhielt die Stadt Wilhelmshaven von der britischen Besatzungsmacht die Genehmigung, wieder eine Schifffahrtslinie nach Helgoland zu betreiben. Die Schifffahrtsgesellschaft Jade wurde als Nachfolger des Jade-Seebäderdienstes gegründet. Mit dem Motorschiff Friesland und dem ehemaligen Minenräumboot Arngast, das von der amerikanischen Militärregierung gechartert war, begann 1952 der regelmäßige Dienst, wiederum nach Wangerooge und Helgoland.
1954 konnte der Neubau Rüstringen, der auf der Wilhelmshavener Jadewerft gebaut worden war, in Dienst gestellt werden. Dieses Schiff konnte 600 Personen fassen, reichte aber nach kurzer Zeit auf Grund des gestiegenen Passagieraufkommens und seines schlechten Seeverhaltens nicht mehr aus. Nachdem die Rüstringen verkauft werden konnte, wurde die Verbindung mit dem angekauften Seebäderschiff Kehrwieder fortgesetzt.
1961 wurde der Auftrag für den Neubau Wilhelmshaven an die Rolandwerft in Bremen-Hemelingen erteilt. Ab 1962 führte dieses Schiff planmäßig den Verkehr durch. 1982 übernahm die Reederei Warrings aus dem ostfriesischen Carolinensiel das Schiff und ließ es bis 2003 auf der Traditionsroute fahren. Anschließend verkaufte sie das Schiff an die Förde Reederei Seetouristik (FRS) aus Flensburg, die damit ab 2004 die Linie weiterbetrieb.

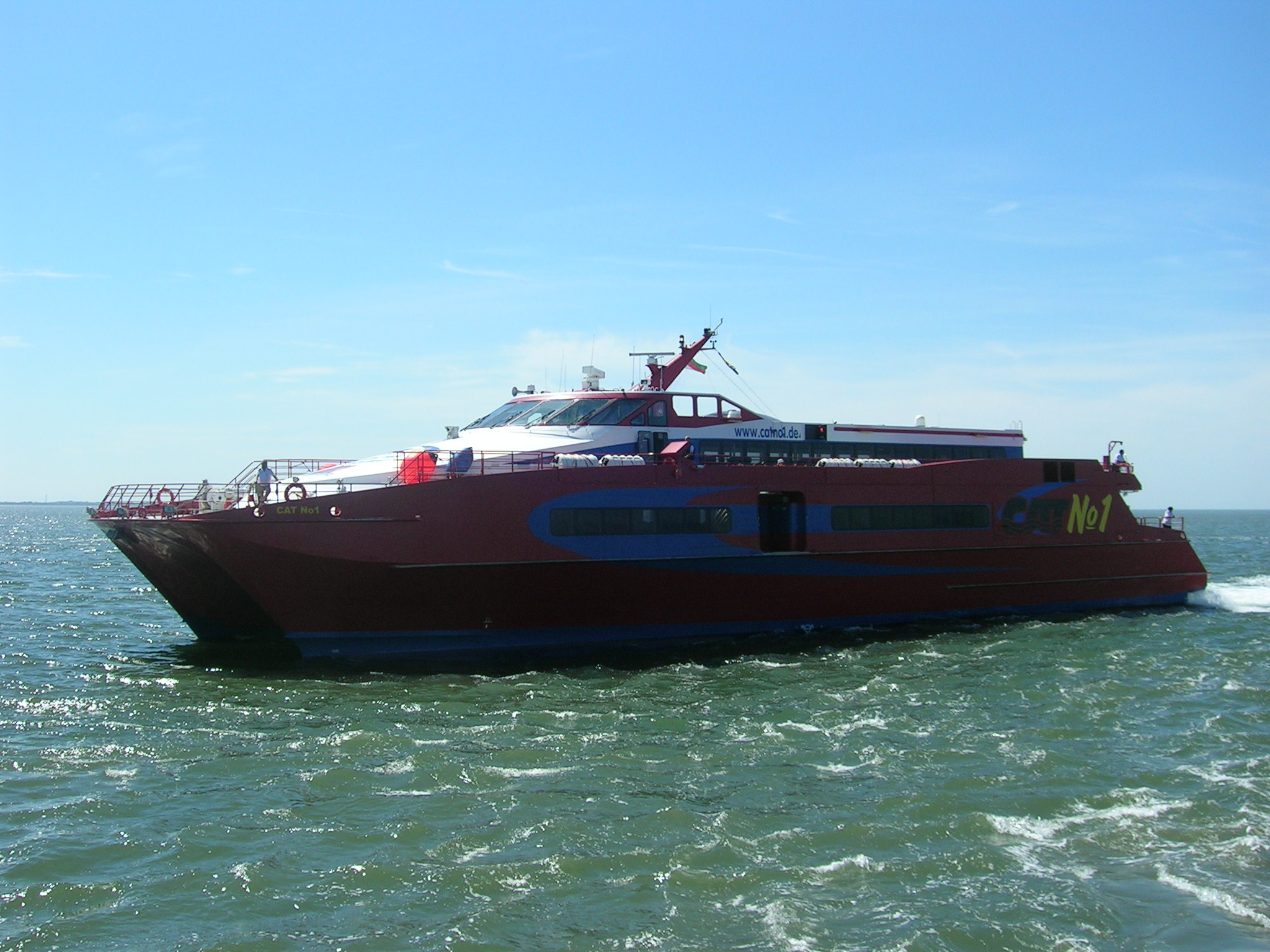
Cat No.1 (2005)

Im Jahr 2005 betrieb die Förde Reederei Seetouristik (FRS) die Strecke von Wilhelmshaven nach Helgoland in Kooperation mit der Reederei Norden-Frisia aus Norderney. Für den Betrieb wurde eigens die Wilhelmshaven Helgoland Linie gegründet. Bereits nach einer Saison zog sich die Förde Reederei Seetouristik aufgrund starker Einbrüche bei den Fahrgastzahlen aber aus der Wilhelmshaven Helgoland Linie zurück. Die AG Reederei Norden-Frisia betrieb die Strecke zunächst alleine weiter. Seit 2007 bestreitet sie die Wilhelmshaven Helgoland Linie gemeinsam mit der AG Ems aus Emden.
Zum Ende der Saison 2004 wurde die Wilhelmshaven außer Dienst gestellt, so dass nur noch der Katamaran Cat No. 1 der AG Reederei Norden Frisia die Stadt an der Jade mit Helgoland verband. Aufgrund hoher Betriebskosten musste jedoch auch der Betrieb der Cat No. 1 eingestellt werden.
Seit 2007 verkehrte wieder ein Schiff mit dem Namen Helgoland auf der Strecke von Wilhelmshaven zur gleichnamigen Insel. Das Schiff der Wilhelmshaven Helgoland Linie, eine Kooperation der Reederei Norden-Frisia mit der AG Ems Reederei, war eine umgebaute Autofähre. Es hatte Platz für bis zu 1.200 Passagiere und brachte es bei einer Länge von 77,90 m und einer Breite von 12,60 m auf eine Geschwindigkeit von bis zu 16 Knoten.
Seit dem Sommer 2009 bot die Wilhelmshaven Helgoland Linie jeden Mittwoch einen zusätzlichen Buszubringerdienst für Helgolandfahrer von Norddeich zum Helgoland-Kai nach Wilhelmshaven. Seit dem Verkauf des Katamarans Polarstern der Reederei AG Ems ist Wilhelmshaven der einzige Hafen auf der ostfriesischen Halbinsel, der Fahrten zur Insel Helgoland anbietet. Die Polarstern war bis zu ihrer Havarie im August 2008, das einzige Schiff, das noch eine Verbindung von den ostfriesischen Häfen nach Helgoland anbot. Der Polarstern wurde wie der Cat No. 1 2008 an die Linda Lines in Helsinki verkauft.
Ende 2014 teilte die nun mit dem Verkehr betraute Reederei Cassen Eils mit, ihre Fährverbindung von Wilhelmshaven nach Helgoland einzustellen. Als Erklärung gab die Reederei an, dass die Fahrten mit der nicht hochseetauglichen Helgoland zu oft ausfielen. 2014 verkehrte die ehemalige Fähre täglich nur noch von Ende Juni bis Anfang September. Wirtschaftlich eine viel zu kurze Saison. Alternativ sollen nun an ausgewählten Terminen Fahrten mit dem Seebäderschiff MS Fair Lady vom nördlich von Wilhelmshaven gelegenen Hooksiel nach Helgoland angeboten werden.